# Gardneria multiflora
Gardneria multiflora là một loài thực vật có hoa trong họ Mã tiền. Loài này được Makino mô tả khoa học đầu tiên năm 1901.